# Formacija Djadohta
Formacija Djadokhta (včasih prepisana in znana tudi kot Djadokhta, Djadokata ali Dzhadokhtskaja) je geološka formacija z veliko fosilov v Srednji Aziji, v puščavi Gobi, ki datira iz pozne krede, pred približno 75 do 71 milijoni let. Tipična lokacija je lokacija Bajanzag, znana kot Goreče skale. Med fosili, najdenimi v formaciji, so ostanki plazilcev (vključno z dinozavri) in sesalcev.

## Zgodovina izkopavanj
Formacija Djadochta je bila prvič dokumentirana in raziskana – čeprav le na enem samem najdišču – med paleontološkimi odpravami Ameriškega muzeja naravne zgodovine v letih 1922–1925, ki so bile del odprav v Srednjo Azijo. Odprave je vodil Roy Chapman Andrews, v spremstvu Walterja Willisa Grangerja kot glavnega paleontologa in terenske ekipe. Ekipa je opravila obsežno raziskovanje na območju Bajanzag (prej Šabarakh Usu), ki so ga poimenovali Goreče skale, saj so imeli sedimenti tega najdišča ob sončnem zahodu značilno rdečkasto barvo. Med pomembnimi najdbami so bili prvi znani fosili Oviraptorja, Protoceratopsa, Saurornithoidesa in Velociraptorja, prva potrjena jajca dinozavrov (delno gnezdo Oviraptorja) ter fosili sesalcev. Nekatere od teh je Henry Fairfield Osborn na kratko opisal v preteklih letih odprav. Leta 1927 sta formacijo uradno opisala in določila Berkey in Morris, pri čemer je bil Bajanzag tipska lokacija.
Leta 1963 je mongolski paleontolog Dembereljin Dašzeveg poročal o odkritju nove fosilne lokacije formacije Djadochta: Tugriken Šireh. V 1960-ih in 1970-ih so poljsko-mongolske in rusko-mongolske paleontološke odprave na tej lokaciji zbrale nove, delne do popolne primerke Protoceratopsa in Velociraptorja, zaradi česar so te vrste dinozavrov pogost pojav v Tugriken Širehu. Med najbolj opaznimi izkopavanji v Tugriken Širehu so bojni dinozavri (Protoceratops in Velociraptor med bojem), in številna členjena, in situ (v prvotni pozi) in včasih popolna okostja Protoceratopsa.
V 1980-ih je skupna sovjetsko-mongolska paleontološka odprava v puščavi Gobi v Mongoliji odkrila več mezozojskih najdišč, bogatih s fosili. Med temi najdišči je odkrila in preučila Udin Sair, pri čemer je ugotovila, da je stara pozna kreda. To novo najdišče je bilo pretežno bogato s fosili avimimidov, z manjšo količino fosilov sesalcev in drugih dinozavrov.
Leta 1993 je skupna odprava Mongolske akademije znanosti in Ameriškega muzeja naravne zgodovine odkrila novo najdišče fosilov v formaciji Djadochta, imenovano Ukhaa Tolgod, kar v prevodu pomeni Rjavi hribi. To najdišče je prineslo veliko število dobro ohranjenih fosilov, vključno s fosili sesalcev, dinozavrov, kuščarjev in jajc. Večina primerkov je najdenih v skoraj popolni artikulaciji, kar kaže na odlične pogoje ohranjenosti. V primerjavi z drugimi mezozojskimi najdišči fosilov Ukhaa Tolgod izstopa po svoji visoki fosilni raznolikosti.

## Opis
Sodobna formacija Djadochta je v sušnem okolju peščenih sipin z malo sladke vode, razen oaz in arroyos, v puščavi Gobi. Prevladujočo litologijo formacije Djadochta predstavljajo nemorski, cementirani rdečkasto-oranžni in bledo oranžni do svetlo sivi, srednje do drobnozrnati peski in peščenjaki, ki vključujejo manjše usedline apnenčastih konkrecij in oranžno-rjave meljaste gline. Manj obilna sedimentacija obsega konglomerate, meljevce, fluvialne (z vodo odložene) peščenjake in laporovce. Celotna debelina formacije v porečju Ulan Nur je vsaj 80 m. Več eolskih procesov (vetrnih sil) kaže na prisotnost velikih ravnih grebenskih struktur, podobnih sipinam, ter manjših barhanskih (v obliki polmeseca) in paraboličnih (slabo v obliki črke U) sipin po celotni formaciji. Rdečkaste peščenjake opazimo na številnih lokacijah.
- Bajanzag (tudi Bain Dzak, Bajn Zag, Bajan Zag ali Šabarakh Usu; lokalno znan kot Goreče skale): prevladujejo rdečkasto-oranžni peščenjaki in dobro sortirani, neplastni in srednjezrnati peski. Debelina plasti na  je vsaj več kot 30 m. Manj obilna litologija Bajanzaga vključuje cementirane in slabo cementirane meljevce, laporovce in sivkaste konglomerate. Slednji so bolje izpostavljeni na zahodnih strminah Plamtečih pečin.[11] Bajanzag ima skupno debelino približno 90 m in ga lahko razdelimo na dva dela: menjavanje horizontalno plastnega peščenjaka in laporovca v najbolj spodnjem delu ter zaporedja, v katerih prevladuje peščenjak, v zgornjem ali glavnem delu.
- Tugriken Šireh (tudi zapisano Tugrik, Toogreeg, Toogreek, Tugreek, Tugrug, Turgrugjin, Tugrugeen, Tögrögiin, Tugrikiin ali Tugrikin): to najdišče je debelo približno 30 m in ga zaznamujejo slabo vezani, drobnozrnati peščenjaki, ki imajo barve od rožnate do rumenkasto bele. Prevladujoči mineral je kremen, manj pogoste minerale pa predstavljajo glinenci in kamniti fragmenti. Po Tugriken Širehu so raztreseni tako križno plastoviti kot brezstrukturni peščenjaki.
- Udin Sair (tudi zapisano Udan Sair, Udan Sair, Ulaan Sair ali Üüden Sair): sedimenti tega najdišča so izpostavljeni na območju, večjem od 60 km2. Razdeljeni so na spodnje (debeline vsaj več kot 10 m) in zgornje (debeline približno 50 m) plasti. Spodnje plasti so rečnega izvora in v njih prevladujejo peščenjaki in laporovci. Zgornje plasti so verjetno eolskega izvora in so sestavljene iz rdečkastih, križno plastovitih in brezstrukturnih peščenjakov.[12]
- Ukhaa Tolgod (pisano tudi Oka Tolga): v plasteh, izpostavljenih pri Ukhaa Tolgodu, prevladujejo rdečkasti peščenjaki, nekateri peščenjaki pa vsebujejo majhne količine konglomeratnih leč in/ali prodnikov in kamenčkov. Na tem mestu je sam konglomerat, v manjši meri pa so prisotni laporovci in meljevci, ki so tanki in bočno omejeni. Križno plastoviti in drobno strukturirani peščenjaki so še posebej bogati pri Ukhaa Tolgodu.[13]
- Zamin Khondt (tudi Dzamin Khondt, Zamin Khond ali Dzamin Khond): za to območje so značilni rdečkasti, dobro sortirani in drobnozrnati peščenjaki z apnenčastimi konkrecijami. Prisotne so nekatere eolske plasti, ki so fino stratificirane do masivne, z vidno debelino približno 20 m.

## Stratigrafija in starost
Formacija Djadochta se pojavlja v pozni kredi kampanjske stopnje. Magnetostratigrafska datiranja iz lokacij Bajanzag in Tugriken Šireh kažejo, da je bila formacija Djadochta odložena v času hitro spreminjajoče se polarnosti pred približno 75 do 71 milijoni let.
Formacija Djadochta je razdeljena na spodnji člen Bajanzag in zgornji člen Turgrugjin, ki predstavljata zelo podobna okolja odlaganja. Nadaljnje plasti iz člena Bajanzak vključujejo plast iz lokacije Ukhaa Tolgod, njena skupna starost pa se prav tako obravnava znotraj kampanjske stopnje.
Na podlagi superpozicije članov člen Tugrugjin prekriva člen Bajanzag, zaradi česar je nekoliko mlajši, kar kaže na to, da je paleofavna Bajanzag živela nekoliko prej kot paleofavna iz Tugriken Šireh. Vendar natančna časovna razlika še ni znana: Lokalitete znotraj formacije Djadochta veljajo za zaporedje progresivno mlajših sedimentov in s tem paleofavne. Ukhaa Tolgod je morda mlajši od Bajanzaga in Tugriken Šireha. Na podlagi fosilnih zapisov in plasti sta bila Udin Sair in Zamin Khondt povezana z drugimi lokacijami Djadokhta, čeprav fosili Udin Sairja lahko kažejo, da je ta lokacija mlajša od Bajanzaga in Tugriken Šireha.
Preiskave plasti lokacije Alag Teg (pisana tudi Alag Teeg ali Alag Teer), ki je nekoč veljala za del te formacije, kažejo, da pripada drugi geološki formaciji: formaciji Alagteeg, ki je nekoliko starejša od zgornje formacije Djadochta. Na podlagi sedimentov in stratigrafskih odnosov je spodnji del lokacije Bajanzag povezan z lokacijo Alag Teg, zaradi česar sta oba dela del formacije Alagteeg. Zgornji ali glavni del nekdanjega nahajališča velja za del same formacije Djadochta, saj ima podobno litologijo in stratigrafske odnose s Tugriken Šireh.
| Formacija   | Časovno obdobje             | Član               | Litologija | Debelina | Slika |
| ----------- | --------------------------- | ------------------ | --- | -------- | ----- |
| Barun Gojot | Zgodnji Maastrichtian       |                    | Slabo cementirani, drobnozrnati in srednjezrnati rdeči do rdečkasto rjavi peščenjaki.                                              | ~110 m   |       |
| Djadochta   | Campanian                   |                    | |          |       |
| Djadochta   | Campanian                   | Turgrugjin         | Bledo oranžni do svetlo sivi (včasih rumenkasto beli) peski in peščenjaki.                                                         | 30 m     |       |
| Djadochta   | Campanian                   | Bajanzag           | Rdečkasto-oranžni, prečno plastnati in brezstrukturni peščenjaki, z manjšimi nanosi rjavih meljevcev in laporovcev.                | 90 m     |       |
| Alagteeg    | Zgodnja Campanian Santonian | "spodnji Bajanzag" | Izmenično se pojavljata rdečkasto rjav laporovec in vodoravno laminiran peščenjak, z valovitimi križnimi laminacijami in rizoliti. | ~15 m    |       |

## Odlagalno okolje
Na podlagi plasti in kamnin (kot so peščenjaki in kališi) formacije in sočasnih enot (Bajan Mandahu) je trenutno sprejeto, da so sedimenti formacije Djadochta odložili zaradi delovanja vetra v sušnih paleo okoljih, ki vključujejo peščene sipine s toplim polsušnim podnebjem. Rečna sedimentacija na lokaciji Ukhaa Tolgod kaže na prisotnost kratkotrajnih vodnih teles v času nastanka, kar je prav tako prispevalo k njenemu odlaganju.

### Tafonomija
Velika večina členjenih primerkov iz formacije Djadochta je najdenih v nestrukturiranih peščenjakih, kar kaže na pokop in situ zaradi dogodkov z visokoenergijskim nanosom peska. Nekateri pokopani primerki Protoceratopsa so ohranjeni v značilnih položajih, pri čemer sta telo in glava upognjena navzgor, kar kaže na to, da so živali poginile med poskusom, da bi se osvobodile iz peščenega telesa, kjer so se sčasoma fosilizirale. Ker se niso mogli izogniti pokopu, je peščena masa preprečila, da bi vretenčarji požrli trupla. Večina teh 'pokopanih' primerkov ima sledi ugrizov in velike izvrtine (tunelskim luknjam, ki so jih naredili majhni nevretenčarji) na predelih kostnih sklepov in drugih površinah, kar kaže na to, da so jih po smrti v veliki meri požrli nevretenčarji, kot so kožni hrošči.
Domneva se, da lahko ponavljajoče se pojavljanje teh sledi hranjenja na sklepih okončin odraža dejstvo, da so se odgovorni mrhovinarji osredotočili na kolagen v sklepnem hrustancu posušenih trupel dinozavrov kot vir dušika, ki ga je bilo v sušnih okoljih formacije Djadochta zelo malo.
Preiskave fosilnih najdišč in sedimentov Ukhaa Tolgod kažejo, da so bile ohranjene živali žive pokopane zaradi katastrofalnih zrušitev sipin. Domneva se, da se je to zgodilo, ko so peščene sipine postale prenasičene z vodo, kar je povzročilo njihov nenaden propad; močna deževja so verjetno delovala kot sprožilni mehanizem za ta propad. Primeri iz ohranjenega območja Ukhaa Tolgod vključujejo Citipati (odrasle pse, ki valijo v gnezda, pokopane na vrhu gnezd in jajc); Khaan (oviraptoridni dinozaver, par v neposredni bližini, verjetno ubit zaradi enega samega zrušitvenega dogodka); in Saichangurvel (kuščar, posameznik, živ pokopan pod blatno sipino).

## Paleobiota
Med fosili je Protoceratops izjemno pogost na lokacijah Djadochta. Bajanzag velja za eno od lokacij z najvišjo koncentracijo fosilov Protoceratopsa in je bil označen kot »favna Protoceratopsa«. V bližini Bajanzaga, v Tugriken Šireh, je Protoceratops prav tako bogat. Druge pogoste komponente paleofavne, ki so del dinozavrov, vključujejo pinakosavra in velociraptorja. Majhni vretenčarji, kot so kuščarji in sesalci, so precej številni in raznoliki, pri čemer sta Adamisaurus in Kryptobaatar najštevilčnejša predstavnika. Paleofavna formacije Djadochta je po sestavi zelo podobna bližnji in sočasni formaciji Bajan Mandahu v Notranji Mongoliji. Formaciji imata veliko istih rodov, vendar se razlikujeta po vrstah. Na primer, najpogostejši sesalec v Djadochti je Kryptobaatar dashzevegi, medtem ko je v Bajan Mandahu tesno soroden K. mandahuensis. Podobno favna dinozavrov v Djadochti vključuje Protoceratopsa andrewsi in Velociraptorja mongoliensis, iz česar Bajan Mandahu izhaja P. hellenikorhinus in V. osmolskae.
Čeprav so fosilne rastline v formaciji Djadochta izjemno redke, velika številčnost rastlinojedih Protoceratopsa na sušno odloženem najdišču Tugriken Šireh kaže, da je bilo zmerno pokrito z grmičevjem ali drugimi nizko rastočimi rastlinami.
Relativno nizka paleobiotska raznovrstnost in podnebne razmere v formaciji Djadochta kažejo, da so te razmere prispevale k stresnim paleookoljem. Večino fosilnih nahajališč v formaciji zasedajo Protoceratops, majhni do srednje veliki ankilozavri, oviraptoridi in dromaeozavridi pa predstavljajo velik del celotne paleofavne. Velike živali so v formaciji odsotne ali izjemno redke. Primerjave s formacijo Nemegt dodatno odražajo stresna paleookolja. V nasprotju z Djadochto je Nemegt prinesel veliko raznolikost velikih taksonov dinozavrov, kot so Deinocheirus, Nemegtosaurus, Saurolophus, Tarbosaurus ali Therizinosaurus. Večina teh taksonov je rastlinojedih, kar je v kombinaciji z mezičnim (dobro zalivanim) okoljem formacije Nemegt omogočilo razvoj velikanskih rastlinojedcev v nasprotju s stresno formacijo Djadochta. Drug pokazatelj stresnih paleookolij je skoraj neobstoječa količina popolnoma vodnih živali. Želve so redko najdene in večina je kopenskih, kot je Zangerlia. Domneva se, da večina fragmentiranih ostankov hadrozavrov, tiranozavrov in sauropodov v formaciji verjetno pripada neendemičnim, mimoidočim vrstam.